# Riddim Driven: Pressure Cooker
Riddim Driven: Juice – ósma składanka z serii Riddim Driven wydana w czerwcu 2001 na CD i LP. Album zawiera piosenki nagrane na riddimie "Pressure Cooker" stworzonym przez Big Jeans Production. Cztery ostatnie utwory występują jedynie w wersji CD.

## Lista
1. "Blazing Hot" - Capleton
2. "Nah Freak Out" - Elephant Man
3. "Child Molester" - Beenie Man
4. "Good Love Making" - Tanto Metro, Devonte
5. "Straight Forward" - Sizzla
6. "A Gal Look" - Lady Saw
7. "Money" - Mega Banton
8. "All Night Long" - Merciless
9. "Way You Love" - Little Kirk
10. "Thicky Ting Ting" - Bling Dawg
11. "Strive" - Silver Cat
12. "Blaze Everyday" - Jah Thunda
13. "Mek Dem Gwan" - Gringo
14. "Pop Down" - Shadu
15. "Beautiful Feeling" - Mankind, Nesbeth
16. "Crosses" - Patchy, Mr. Phang